# Heinz-Egon Rösch
Heinz-Egon Rösch (* 23. November 1931 in Ingelheim) ist ein deutscher Sporthistoriker und Hochschullehrer.

## Leben
Nach dem Besuch der Volksschule in Mainz und Bensheim und dem Abitur am Alten Kurfürstlichen Gymnasium Bensheim studierte Rösch Theologie, Pädagogik, Soziologie und Geschichte an den Universitäten Mainz, Freiburg i. Brsg. und Saarbrücken. 1959 legte er an der PH Landau das 1. Staatsexamen ab und unterrichtete bis 1969 als Lehrer in Niederburg, Feilbingert und Mainz. Nach der Promotion zum Dr. phil. an der Universität des Saarlandes war Rösch Wissenschaftlicher Assistent an der EWH Koblenz und  Dozent. Es folgte 1974 ein Ruf als Wissenschaftlicher Rat und nach der Habilitation 1976 (Venia Legendi: Pädagogik, insbesondere Sportpädagogik) Abteilungsvorsteher und Professor am Fachbereich Sport der Universität Mainz. 1976 organisierte er den 1. internationalen Sportgeschichtskongress in Deutschland. Als Ordinarius lehrte und forschte er von 1979 bis zur Emeritierung 1997 am Institut für Sportwissenschaft der Universität Düsseldorf. Rösch engagierte sich im Arbeitskreis Kirche und Sport der Katholischen Kirche.
Seine Arbeitsschwerpunkte sind Erziehung und Sport, Kultur und Sport, Geschichte und Sport, Sportethik, Fahrradtouristik – dazu veröffentlichte er wissenschaftliche Abhandlungen sowie zahlreiche Bücher zum Radwandern. Im Auftrag des Landes Rheinland-Pfalz arbeitete er für ein großflächiges Radwegenetz.
1998 stellte Heinz-Egon Rösch die Idee eines Rheinhessischen Fahrradmuseums vor, in die viele Aspekte seiner akademischen Arbeit, seiner radtouristischen Erfahrungen und seiner Vorstellungen eines fahrradfreundlichen Gemeinwesens einflossen. 2002 wurde im Schloss Ardeck in Gau-Algesheim ein solches Museum eröffnet und Rösch zum ersten Direktor des Museums (bis 2012).

## Ehrungen
- Dr.-Quirin-Mayer-Medaille (2011)
- Goldene Ehrenplakette des Landessportbundes Rheinland-Pfalz (2011)
- Goldene Ehrennadel mit Lorbeer des DJK-Sportverbandes (2012)
- Verdienter Bürger der Stadt Gau-Algesheim (2012)

## Schriften (Auswahl)
- Ist das noch Sport? Kritische Anmerkungen zum Sport und zu den Olympischen Spielen, Herder, Freiburg, 1972
- Sportunterricht in Primar- und Sekundarstufe, List, München 1973
- Leibeserziehung süddeutscher Pädagogen um 1800, Czwalina, Ahrensburg 1974
- mit Paul Jakobi (Hrsg.): Christliche Perspektiven im Sport, 10 Bände, Grünewald, Mainz 1977–1990
- Einführung in die Sportwissenschaft, Wissenschaftliche Buchgesellschaft, Darmstadt 1978
- Politik und Sport in Geschichte und Gegenwart, Ploetz, Würzburg-Freiburg 1980
- Wandern in Rheinhessen – ein Rheinhessenbuch, Schmidt, Mainz 1990
- Sport um der Menschen Willen. 75 Jahre DJK-Sportverband 'Deutsche Jugendkraft' 1920–1995, Meyer&Meyer, Aachen 1995
- Sport in Düsseldorf – gestern und heute, Agon, Kassel 1999
- Rheinhessen auf historischen Wegen, Leinpfad, Ingelheim 2003
- mit Gertraud Rösch: Römerstraßen zwischen Mosel und Rhein, Deventer, Mainz 2010
- Eckhart Knab, Norbert Müller (Hrsg.). Ein Leben in Bewegung. Ausgewählte Schriften von Prof. Dr. Heinz-Egon Rösch, Festschrift zum 80. Geburtstag, Mainzer Studien zur Sportwissenschaft, Bd. 30, Schors-Verlag, Niedernhausen/Ts., 2012.
- mit Gertraud Rösch: Rheinhessen-Höhen. Weinbergstürme – Bergkapellen – Aussichtsplätze, Mainz – Gau-Algesheim, 2016